# Palmomentaler Reflex
Der Palmomentalreflex (Syn. Radovici-Zeichen) ist ein Reflex, der sowohl bei gesunden als auch bei Patienten mit verschiedenen neurologischen Erkrankungen auftreten kann. Der diagnostische Wert ist umstritten. Er wird durch kräftiges Bestreichen der Daumenballenmuskulatur von proximal nach distal ausgelöst. Bei erkrankten Patienten erfolgt eine Kontraktion der gleichseitigen (ipsilateralen) Kinnmuskulatur.
Der Reflex wurde 1920 von Gheorghe Marinescu und Anghel Radovici beschrieben.